# 群れ (曲)
「群れ」（むれ）は、CHAGE&ASKA（現：CHAGE and ASKA）の楽曲。自身の40作目のシングルとして、東芝EMIから1999年6月9日に発売された。

## 解説
デビュー20周年を迎える1999年2枚目となるシングル。
ディスクジャケットに2人の姿がまったく写っていないのは初めての事であった。
CHAGE&ASKAとして東芝EMIから発売されたシングルは、本作と「この愛のために/VISION」の2枚のみである。また、8cmシングルで最後に発売されたシングルである。

## 収録曲
| #         | タイトル  | 作詞      | 作曲      | 編曲             | 時間  |
| --------- | --------- | --------- | --------- | ---------------- | ----- |
| 1.        | 「群れ」  | 飛鳥涼    | 飛鳥涼    | 飛鳥涼、十川知司 | 4:34  |
| 2.        | 「swear」 | CHAGE     | CHAGE     | 西川進           | 5:39  |
| 合計時間: | 合計時間: | 合計時間: | 合計時間: | 合計時間:        | 10:13 |

## 楽曲解説
1. 群れ
歌詞は「口には出さないけど、誰にだって寂しいことはあるんだ」という内省的なラブソングになっている[2]。
また、インパクトの強いメロディと歌詞は、ファンの間で賛否両論の議論を巻き起こした[3]。
DO YA DO以降のシングルにはタイアップが付いていたが、今作はノンタイアップとなった。
2. swear
アルバム『NO DOUBT』にもオリジナル・ミックスのままで収録された。

## 収録アルバム
- NO DOUBT (#1,#2)※#1はアルバム・ミックス
- CHAGE and ASKA VERY BEST NOTHING BUT C&A (#1)